# 天華無敵!
『天華無敵！』（てんかむてき!）は、ひびき遊による日本のライトノベル。イラストは桐原いづみが担当。富士見ファンタジア文庫（富士見書房）より2003年9月から2005年8月まで刊行された。第15回ファンタジア長編小説大賞準入選受賞作。

## ストーリー
信精帝國の嫡子でありながら、錬精術が使えないために「いらない姫」である天華は相棒のGとともに帝國を飛び出し、遺跡探求者（ロスト・リサーチャー）として空飛び交い、旅をしていた。精霊巫女である双子の妹の白華との間を携帯メールでつなぎ、時に彼女のアドバイスを受け、天華は遺跡に挑んでいく。

## 登場人物
天華（てんか）
16歳。信精帝國の姫であるが、錬精術が使えないために自分を「いらない姫」と思って幼いころは自身の道を見いだせなかったが、早くに国を離れた父・虎近のような遺跡探求者になることを目指し、国を飛び出した。
白華（はっか）
16歳。天華の双子の妹で、亡き母から受け継いだ「精霊詠み」の力を持つ精霊巫女。それゆえに外の世界に出ることが許されず、冒険を繰り広げる姉とは携帯メールで互いに連絡し合っている。
G
天華の相棒で共に遺跡探求者。年齢は不詳、肌が褐色の少年で、普段は無表情。正体は精命核と呼ばれる力の源を失った精書「G」であり、天華の常人以上の精命力を受け取ることで人間の姿への変化が可能になっている。本来の完全な状態では見た目の年齢が少し上がる。反応に困ると「苦笑」する癖がある。
アルバルト
信精帝國軍鋼隊のリーダー。本来は4人（火・水・地・風）しかいない剣聖以外で認められた「鋼の剣聖」であり、天華と白華の幼馴染。肉体を強靭な獣のそれに変化させる先祖返り「獣化（ビースト）」の力を持つ。普段は優しげな青年。剣フェチで、任務でも無駄に剣を多く持ち込んだりする。
シエン
鋼隊に所属する少年。アルバルトの部下。コンピュータなどのシステムを自在に制御する先祖返り「電脳（デジタル）」の力を持つ。
ココロ
鋼隊に所属する少女。アルバルトの部下。肉体の感覚を機体に憑依させどんな機体でも感覚的に操る先祖返り「直勘（センサ）」の力を持つ。
虎近（ここん）
天華と白華の父親。一流の遺跡探求者であり「完璧なる記録人」と呼ばれる。実質は信精帝國の「帝國王」だが妻の死後は滅多に神殿に帰らなくなった（帝國では王政はもはや形骸化しているため政治的不都合はない）。
凰華（おうか）
天華と白華の母親。故人。先代の精霊巫女で希代の精霊巫女と呼ばれるほど強い力を持っていたが、娘たちが8歳にも満たないうちに20代半ばで亡くなった。

## 用語
旧精紀（きゅうせいき）
科学が発達した文明時代。大戦によって崩壊したとされる。この頃、舞台となる星は「地球」と呼ばれていた。
新精紀（しんせいき）
精霊と共に歩むことを選んだ現在の文明時代。
錬精術（れんせいじゅつ）
科学ではなく、人の精命力を源として様々な力を具現化する術。
精書（せいしょ）
二十六冊の百科事典（エンサイクロペディア26）と呼ばれるAからZを割り当てられた26冊の書物。元は錬精を行うための道具。
信精帝國（しんせいていこく）
精霊信仰を中心として栄えた国。精霊巫女を平和の象徴として据えている。
先祖帰り（ワイルド）
旧精紀に遺伝子操作され、ある力を強化されたものたちの子孫。強靭な肉体となる「獣化（ビースト）」、完全記憶と機械と親和を持つ「電脳（デジタル）」などがある。
鋼隊（はがねたい）
信精帝國軍の部隊の一つ。先祖帰りの力を持つ者たちで構成されている。
遺跡探求者（ロスト・リサーチャー）
旧精紀時代の遺跡に潜り、科学を持ち帰ったり解明しようとする人々のこと。科学を捨てた新精紀では異端者と見られる。

## 既刊一覧
- ひびき遊（著）・桐原いづみ（イラスト） 『天華無敵!』 富士見書房〈富士見ファンタジア文庫〉、全6巻
  1. 2003年9月25日初版発行（9月20日発売[2]）、ISBN 4-8291-1554-8
  2. 2004年2月25日初版発行（2月20日発売[3]）、ISBN 4-8291-1587-4
  3. 2004年5月25日初版発行（5月20日発売[4]）、ISBN 4-8291-1620-X
  4. 2004年9月25日初版発行（9月20日発売[5]）、ISBN 4-8291-1651-X
  5. 2005年2月25日初版発行（2月19日発売[6]）、ISBN 4-8291-1691-9
  6. 2005年8月25日初版発行（8月20日発売[7]）、ISBN 4-8291-1748-6